# -lev
Mange stednavne ender på -lev, (eller -s-lev, og -löv). Endelsen kommer af oldnordisk leif = arv, ejendom, enke. Det bruges altså i betydningen "-arv", en form for "-len", eller "-efterladenskab". Endelsen bruges næsten altid sammen med et forled, som er et personnavn, nemlig navnet på den, der havde stedet som arv eller levning.
Lev-stednavnene findes kun i to områder.
1. Et område, et stykke nede i Tyskland. Sachsen-Anhalt og Thüringen -leben
2. I Danmark, Sydslesvig og Halland; Skåne og Småland, men ikke på Bornholm og i Blekinge. Ofte ligger "-lev"-stederne på stiv lerjord, som har krævet en hjulplov for at man kunne opdyrke stedet.

Muligvis er Herreds-inddelingen på Sjælland, Skåne og Fyn, ældre end -lev'ene. Men i Jylland må Herreds-inddelingen være yngre. 
Man kan i Skåne og Nordtyskland, tydeligt se at mange "-lev" er oprettet i striber på én gang, så alle de danske "-lev" er nok nogenlunde jævnaldrende, dvs. fra folkevandringstiden (germansk jernalder: 400-600) Dette kan man blandt andet konstatere ved at det er de samme personnavne som danner forled i de forskelige dele af landet. 
Man har forsøgt at udregne stednavne endelsernes indbyrdes alder ved at se på hvilken by, som har givet navn til kirkesognet, som det ligger i. Da man antager at den ældste by er den største i sognet, den gang sognet blev lavet, fordi den ældste by har haft den længest tid at vokse i og er blevet anlagt på den bedste jord. Hvis man tager højdte for at -lev kun findes i visse dele af Norden så bliver tallene sådan:
-lev (-löv): 56%
-løse: 51%
-um: 45%
-inge: 40%
-sted: 36%
-by: 26%
-torp: 14%
Man skal dog være opmærksom på at en sådan udregning mere viser hvilket endelse, som stoppede først med nydannelser, end aldren. Dels kan man tænke sig at en del ældre stednavne er omdøbt til en yngre endelse.

## Bøger
- dr. phil. Søndergaard, Bent, f. 1937;

Indledende studier over den nordiske stednavnetype lev (löv); 1972 BOG
Fortsatte studier over den nordiske stednavnetype lev I, Festskrift til Kristían Hald, 1974, s. 145 ff.
Fortsatte studier over den nordiske stednavnetype lev (löv) II